# Frank Billings Kellogg
Frank Billings Kellogg (22.12.1856 – 21.12.1937) là một luật sư, chính trị gia và chính khách quốc gia người Mỹ, đã làm thượng nghị sĩ và Bộ trưởng Ngoại giao Hoa Kỳ. Ông là đồng tác giả của Hiệp ước Kellogg-Briand, do đó ông được thưởng giải Nobel Hòa bình năm 1929.

## Cuộc đời và Sự nghiệp
Ông sinh tại Potsdam, tiểu bang New York. Gia đình ông chuyển tới sinh sống ở Minnesota năm 1865. Ông là luật sư tự học và bắt đầu hành nghề ở Rochester, Minnesota năm 1877. Ông làm luật sư ở địa phận Rochester từ năm 1878 – 1881 và ở Olmsted County, Minnesota từ năm 1882 – 1887 rồi di chuyển tới St. Paul, Minnesota cùng năm.
Đầu thập niên 1900, tổng thống Theodore Roosevelt bổ nhiệm Kellogg làm công tố viên ở Bộ Tư Pháp. Vụ quan trọng nhất mà ông đảm nhận là vụ Công ty Standard Oil của New Jersey kiện Nhà nước Hoa Kỳ , 221 U.S. 1 (1911). Tiếp theo sự thành công của vụ khởi tố này, ông được bầu làm chủ tịch của Hiệp hội Luật sư Hoa Kỳ (American Bar Association) (1912-1913).
Kellogg được bầu làm thượng nghị sĩ của Đảng Cộng Hòa đại diện tiểu bang Minnesota trong Thượng viện Hoa Kỳ năm 1916 và phục vụ từ ngày 4.3.1917 tới ngày 3.3.1923 trong Quốc hội (Hoa Kỳ) các khóa 65, khóa 66 và khóa 67. Trong việc tranh đấu để phê chuẩn Hòa ước Versailles, ông là một trong số vài nghị sĩ đảng Cộng Hòa đã ủng hộ việc phê chuẩn. Khi tái cử năm 1922, ông bị thất cử.
Sau đó ông chuyển sang hoạt động trong lĩnh vực ngoại giao. Ông là một đại biểu trong đoàn đại biểu Hoa Kỳ dự "Hội nghị các quốc gia Liên Mỹ" tại Santiago, Chile năm 1923, và làm đại sứ đặc mệnh toàn quyền tại Vương quốc Anh từ năm 1923 tới năm 1925.
Sau đó ông làm Bộ trưởng Ngoại giao Hoa Kỳ trong nội các của tổng thống Calvin Coolidge 1925 – 1929.
Làm bộ trưởng ngoại giao, ông đã cải thiện quan hệ bang giao Hoa Kỳ-México và giúp giải quyết cuộc tranh chấp lãnh thổ các tỉnh Tacna-Arica giữa Peru và Chile. Tuy nhiên thành tựu có ý nghĩa nhất của ông là Hiệp ước Kellogg-Briand, được ký năm 1928. Do bộ trưởng ngoại giao Pháp Aristide Briand đề xướng, hiệp ước này nhằm "từ bỏ chiến tranh như một phương tiện giải quyết tranh chấp quốc tế." Ông đã đoạt giải Nobel Hòa bình năm 1929 cho công trình này.
Ông là phó thẩm phán Tòa án thường trực quốc tế (Permanent Court of International Justice) từ năm 1930 tới 1935. Năm 1937, ông cấp vốn lập Quỹ Kellog cho giáo dục về các quan hệ quốc tế (Kellogg Foundation for Education in International Relations) tại Carleton College nơi ông là một ủy viên quản trị.
Ông qua đời vì bệnh viêm phổi, tiếp theo một cú đột quị, trong buổi tối trước ngày kỷ niệm sinh nhật thứ 81 của mình tại St. Paul, Minnesota.

## Vinh dự
Ngoài giải Nobel Hòa bình (1929), năm 1928 ông được thưởng tước hiệu Freedom of the City ở Dublin, Ireland và năm 1929 chính phủ Pháp thưởng cho ông Bắc đẩu bội tinh.
Ngôi nhà của ông ở St. Paul, Frank B. Kellogg House được đưa vào danh sách National Historic Landmark năm 1976.
Kellogg Boulevard ở khu kinh doanh thành phố Saint Paul được đặt theo tên ông.
Kellogg Middle School ở Shoreline, Washington và Rochester, Minnesota cũng được đặt theo tên ông, cũng như Frank B. Kellogg High School (đã đóng cửa năm 1986) ở Roseville, Minnesota.
Tàu chở hàng Liberty ship, SS Frank B. Kellogg, cũng được đặt theo tên ông.

## Tác phẩm

### của Kellogg
China's Outstanding Problems. (1925)

### về Kellogg
Bryn-Jones, David. Frank B. Kellogg: A Biography. New York, G. P. Putnam’s Sons, 1937. (Reprinted in 2007: ISBN 978-1-4325-8982-0)
Ellis, Lewis Ethan. Frank B. Kellogg and American foreign relations, 1925-1929. New Brunswick, N.J.: Rutgers University Press, 1961.
Ferrell, Robert H. Frank B. Kellogg & Henry L. Stimson: The American Secretaries of State and their diplomacy. Cooper Square Publishers, 1963.